# Region Bafatá
Bafatá ist eine Region von Guinea-Bissau mit 210.007 Einwohnern (Zensus 2009). Ihre Hauptstadt heißt ebenfalls Bafatá. Im Norden grenzt die Region an Senegal.

## Verwaltungsgliederung
Die Region Bafatá ist in sechs Sektoren unterteilt:
- Bafatá
- Bambadinca
- Contuboel
- Galomaro
- Gã-Mamudo
- Xitole